# مرگ نفس
مرگ نفس یا مرگ ضمیر (انگلیسی: Ego death)، تجربه از دست دادن کامل هویت ذهنی خود است. این اصطلاح در زمینه‌های مختلفی تعریف و با معانی مرتبط به کار می‌رود. در روانشناسی یونگ، اصطلاح مترادف مرگ روانی به کار می‌رود که به دگرگونی اساسی روان اشاره دارد. در اسطوره‌شناسی چرخه مرگ و تولد دوباره، مرگ نفس مرحله‌ای از تسلیم شدن و گُذار است، همانگونه که جوزف کمپبل در پژوهش خود در مورد اسطوره‌شناسی سفر قهرمان توصیف کرده است. اصطلاح مرگ نفس به طور مکرر در اساطیر مختلف جهان مطرح شده و همچنین به عنوان استعاره در برخی از جریان‌های تفکر غربی معاصر نیز استفاده می‌شود.
در زمینه تجربه مصرف روانگردان‌ها، اصطلاح مرگ نفس هم‌معنی با از هم پاشیدن ضمیر بوده و برای اشاره به از دست دادن (موقتی) حس وجود از خود به دلیل استفاده از روانگردان‌ها به کار می‌رود. این اصطلاح توسط تیموتی لیری و همکارانش برای توصیف زوال ضمیر خودآگاه در فاز اول مصرف ال‌اس‌دی، که در آن یک «جداسازی کامل» از خود رخ می‌دهد، استفاده شد. این مفهوم همچنین در معنویت عصر نو معاصر و در درک مدرن ادیان شرقی برای توصیف از دست دادن دائمی «تعلق به احساس جداگانه‌ای از خود» و بی‌مرکز محوری (در مقابل خود محوری) استفاده می‌شود. این مفهوم به موثرترین بخش آموزه‌های اکهارت تولی نیز اشاره دارد، جایی که حس وجود از خود به عنوان انباشته‌ای از افکار و احساسات تعریف می‌شود که به طور مداوم به خود پرداخته و این تصور و احساس را ایجاد می‌کند که موجودی مجزا است و فقط با آزاد کردن و بیرون کشیدن هویت آگاهی انسانی از آن است که واقعاً می‌توان از درد و رنج درونی رهایی یافت.

## تعاریف
مرگ نفس و یا اصطلاح «مَحو خود» در چارچوب عرفان توسط پژوهشگر مطالعات دینی دانیل مرکور به عنوان «تجربه‌ای غیرقابل تصور که در آن هیچ اثری از هویت شخصی باقی نمی‌ماند» تعریف شده است. این حالت تجربه خلسه بسیار عمیقی است که حین آن کارکردهای واقعیت سنجی، ادراک حسی، حافظه، منطق، خیال‌پردازی و نیاز به خودنمایی ضمیر انسانی سرکوب می‌شود [...] صوفیان مسلمان آن را فنا می‌نامند، و کابالیست‌های یهودی قرون وسطی آن را «بوسه مرگ» می‌نامیدند.
آموزه های بودایی تأکید می کنند ، نفس در دلبستگی ها ، خواسته ها و ترس ها پیچیده شده و مانع دستیابی به خودآگاهی واقعی میشه ،در روانشناسی یونگ ، مرگ نفس، “تغییر اساسی در روان” تعریف میشه و در عرفان اسلامی فنا نامیده شده.
کارتر فیپس روشن‌شدگی و مرگ نفس را برابر می‌داند، و آن‌ها را به عنوان «قطع علاقه و رد کردن و در نهایت، فنا کردن نیازِ نگه داشتن وجودی جداگانه و خودمحور» تعریف می‌کند.
در روانشناسی یونگ، ونتگوت و مریک، مرگ نفس را به عنوان «دگرگونی اساسی روان» تعریف می‌کنند. چنین تغییری در شخصیت در بودیسم «مرگ نفس» و توسط کارل گوستاو یونگ مرگ روان نامیده شده است.
در اسطوره‌شناسی تطبیقی، مرگ نفس در توصیف جوزف کمبل از سفر قهرمان به عنوان دومین مرحله گذار تعریف شده، که شامل یک مرحله جدایی، انتقال و ادغام است. مرحله دوم، مرحله تسلیم خود و مرگ نفس است و پس از آن قهرمان باز می‌گردد تا جهان را با اکتشافات خود غنی کند.
در مورد روانگردان‌ها، لیری، متزنر و آلپرت (۱۹۶۴)، مرگ نفس یا از دست دادن خود را به عنوان بخشی از تجربه (نمادین) مرگ تعریف می‌کنند که در آن خود قدیمی قبل از اینکه فرد بتواند از نظر معنوی دوباره متولد شود، باید بمیرد. آنها از دست دادن نفس را اینگونه تعریف می‌کنند: «... تعالی کامل - فراتر از کلمات، فراتر از فضازمان، فراتر از خود. هیچ بینشی، هیچ حسی از خود، هیچ فکری وجود ندارد، فقط آگاهی ناب و آزادی وجدآور است».
چندین روانشناس که روی روانگردان‌ها تحقیق می‌کنند نیز مرگ نفس را تعریف کرده‌اند. آلنیس (۱۹۶۴) مرگ نفس را به عنوان «از دست دادن حس خودی» تعریف می‌کند. استانیسلاف گروف (۱۹۸۸) آن را به عنوان «احساس نابودی کامل» تعریف می‌کند و می‌نویسد «مرگ نفس به معنای پایانی برگشت ناپذیر برای همذات پنداری فلسفی فرد با چیزی است که آلن واتس آن را خود محصور شده زیر پوست نامیده است». روان‌شناس جان هریسون (۲۰۱۰)، مرگ نفس موقت را به عنوان از دست دادن خود مجزا، یا در بهترین حالت آن را ادغامی ژرف با چیزی متعالی تعریف می‌کند. جانسون، ریچاردز و گریفیث (۲۰۰۸)، تعریف لیری و همکارانش و گروف از مرگ نفس را به عنوان «تجربه موقت از دست دادن کامل هویت ذهنی خود» تاویل می‌کنند.

## توسعه مفهومی
مفهوم «مرگ نفس» به موجب بحث‌هایی در جریان‌های فکری به هم مرتبط، به ویژه جنبش‌های رمانتیک و خرده فرهنگ‌ها، حکمت الاهی، تحقیقات انسان شناختی در مورد جمعیت‌های مناسک گذار و اسطوره‌شناسی تطبیقی جوزف کمبل از شمن‌باوری، روان‌شناسی یونگ، خرده‌فرهنگ هوش‌ربودگی دهه ۶۰ میلادی و روانشناسی فرا فردی مورد توجه قرار گرفت و بسط یافت.

### عرفان غربی
طبق گفته مرکور،
در گروه‌های عرفانی به مفهوم «مرگ ضمیر» اشاره شده و جایگزینی آن با آگاهی خداوند مد نظر است، و این از زمان سانتا ترسا، یک سنت متداول کاتولیک رومی بوده است؛ البته ریشه این بحث به مارگریت پرت در قرن سیزدهم میلادی و تعریف  صوفیان اسلامی از فنا برمی‌گردد.

### روان‌شناسی یونگ
به گفته ونتگوت و مریک، اصطلاح یونگی «مرگ روان» مترادف با «مرگ نفس» است:
برای بهبود اساسی کیفیت زندگی همگان، ایجاد یک تحول اساسی در روان ضروری به نظر می‌رسد. چنین تغییر شخصیتی در بودیسم به عنوان «مرگ نفس» یا توسط یونگ «مرگ روان» نامگذاری شده است، زیرا متضمن بازگشت به موقعیت وجودی خود طبیعی است، یعنی زندگی کردنِ هدفِ حقیقی زندگی. یک مانعِ سرسخت سرِ راه این التیام و بهبود کیفیت زندگی همگانی، احتمالا ناخوشایند بودن تجربه مرگ نفس است.
ونتگوت و مریک در این موارد به آثار یونگ به نام‌های کهن الگوها و ناخودآگاه جمعی، که برای اولین بار در سال ۱۹۳۳ منتشر شد، و روانشناسی و کیمیاگری، که اولین بار در سال ۱۹۴۴ منتشر شد، استناد می‌کنند.
در روان‌شناسی یونگ، باید در طی فرآیندی از رنج آگاهانه، که در آن آگاهی یا هوشیاری شخص «می‌میرد» و دوباره متولد می‌شود، الگوهای متضاد و قدیمی فکری و احساسی را به یکپارچگی و وحدت رسانید. یونگ این فرآیند را «عملکرد متعالی» نامید، که منجر به پیدایش «هوشیاری فراگیرتر و همگراتر» در شخص می‌شود.
یونگ از اصطلاحات تشبیهی در علم کیمیاگری برای توصیف این فرآیند منحصر به فرد و فرآیندهای انتقالی که در طول درمان رخ می‌دهد استفاده کرد.
به گفته لیمینگ و همکاران، به مرگ روان در آثار کاتولیکی نیز اشاره شده است. مثلا آثار عروجِ مونت کارمل و شبِ تاریکِ ضمیر از یوهان صلیبی مربوط به این موضوع است.

### اسطوره - قهرمانی با هزار چهره

سفر قهرمان (The Hero's Journey)

در سال ۱۹۴۹، جوزف کمبل، «قهرمانی با هزار چهره» را منتشر کرد که پژوهشی بود در مورد کهن‌الگوهای سفر قهرمان. این اثر یک موضوع مشترک را که در بسیاری از فرهنگ‌ها در سراسر جهان یافت می‌شود، و همچنین در بسیاری از نظریه‌های معاصر در مورد تحول فردی آمده است را شرح می‌دهد. این فرایند مانند «گذر از برهوت»، همان سنت انتقال از نوجوانی به جوانی را توصیف می‌کند. معمولاً این گُذار شامل یک مرحله جدا شدن، انتقال، و ادغام است. مرحله دوم مرحله تسلیم خود و مرگ نفس است، پس از آن قهرمان باز می‌گردد تا جهان را با اکتشافات خود غنی کند. کمبل موضوع اصلی را به شکل زیر شرح می‌دهد:
یک قهرمان از دنیای روزمره به منطقه‌ای از شگفتی‌های ماوراء طبیعی می‌رود. با نیروهای افسانه‌ای روبرو می شود و یک پیروزی قاطع به دست می‌آورد. قهرمان از این ماجراجویی اسرارآمیز با سرافرازی برمی‌گردد تا به همنوع خود نیز این موهبت را ببخشد.
این سیر مبتنی بر یک کهن‌الگوی مرگ و تولد دوباره است، که در آن «خود کاذب» تسلیم شده و «خود حقیقی» پدیدار می‌شود. یک نمونه شناخته شده دیگر کمدی الهی دانته است که در آن قهرمان به دنیای زیرین فرود می‌آید.

### روانگردان‌ها
خرده‌فرهنگ نسل بیت، مفاهیم و ایده‌هایی از عرفان و بوهمینیسم را به ارث برده است. در حالی که آلدوس هاکسلی با کتاب درهای ادراک که در سال ۱۹۵۴ منتشر شد، به رواج استفاده از داروهای روانگردان کمک کرد. هاکسلی همچنین در کتاب خود «The Perennial Philosophy» (فلسفه جاودان)، مجموعه‌ای از مفاهیم موجود در ادیان‌ شرقی را برای توضیح تجربیات خود به کار برد. این کتاب باور به این ایده که یک تحول در هوشیاری جهان غرب لازم است را در دهه ۶۰ میلادی تقویت کرد و به عنوان استناد به کتاب تبتی مردگان اشاره می‌کرد. همین طور آلن واتس، در بیانیه آغازین خود در مورد تجربیات عرفانی در کتاب «This Is It» (این است)، با استناد به کتاب «Cosmic Consciousness» (آگاهی کیهانی) ریچارد باک سال ۱۹۰۱، به تشابهات موجود اشاره کرده و «هسته مرکزی» این تجربیات را به این صورت توصیف کرد:
... حُکم، یا بصیرت، این است که بلا واسطه اکنون، ماهیتش هر چه که باشد، هدف و نهایت خواسته همه زندگان است.
این علاقه به عرفان به شکل‌گیری تحقیقات نوظهور و گفتگوهای عمومی پیرامون داروهای روانگردان در دهه ۱۹۶۰ کمک کرد. در سال ۱۹۶۴ ویلیام اس. باروز تمایزی بین داروهای «آرام بخش» و داروهای «ادراک-گستر» قائل شد. در دهه‌های ۱۹۴۰ و ۱۹۵۰ استفاده از ال‌اس‌دی به پژوهشگران حوزه‌های نظامی و روانپزشکی محدود شد. یکی از این محققان تیموتی لیری روانشناس بالینی بود که برای اولین بار در سال ۱۹۶۰ در تعطیلاتش با داروهای روانگردان مواجه شد و در سال ۱۹۶۱ شروع به تحقیق در مورد اثرات سیلوسایبین کرد. او از آلدوس هاکسلی که به او توصیه کرد داروهای روانگردان را در میان نخبگان جامعه از جمله هنرمندان و روشنفکران تبلیغ کند، مشورت گرفت. با اصرار آلن گینزبرگ، لیری به همراه همکار جوانترش ریچارد آلپرت (رام داس)، ال‌اس‌دی را در دسترس دانشجویان قرار دادند. در سال ۱۹۶۲ لیری اخراج و برنامه تحقیقات بر روی روانگردان‌های دانشگاه هاروارد تعطیل شد. در سال ۱۹۶۲ لیری «Castalia Foundation» (موسسه کاستالیا) را تأسیس کرد، و در سال ۱۹۶۳ او و همکارانش مجله «The Psychedelic Review» (بررسی روانگردان‌ها) را نیز منتشر کردند.
به دنبال توصیه هاکسلی، لیری کتابچه راهنمای استفاده از ال‌اس‌دی را نوشت. کتاب «The Psychedelic Experience» (تجربه مصرف روانگردان)، که در سال ۱۹۶۴ منتشر شد، راهنمای مصرف (تریپ) ال‌اس‌دی است که توسط تیموتی لیری، رالف متزنر و ریچارد آلپرت نوشته شده، که بر اساس ترجمه والتر ایوانز-ونتس از کتاب تبتی مردگان تالیف شده است. آلدوس هاکسلی، کتاب تبتی مردگان را به تیموتی لیری معرفی کرد. لیری، متزنر و آلپرت، کتاب تبتی مردگان را چنین معرفی می‌کنند:
... کلیدی برای دستیابی به درونی‌ترین ابعاد ذهن انسان و راهنمایی برای مبتکران و کسانی که در جستجوی راهی برای رهایی معنوی هستند.
آن‌ها تأثیر ال‌اس‌دی را به‌عنوان «برداشتن» دیواره‌های دفاعی ضمیر فرد تعبیر کردند و شباهتی بین مراحل مرگ و تولد دوباره در کتاب تبتی مردگان و مراحل «مرگ» و «تولد دوباره» روان‌شناختی یافتند که لیری در طول تحقیقات خود شناسایی کرده بود. لیری، متزنر و آلپرت در مورد این مراحل گفته‌اند:
... یکی از قدیمی‌ترین و فراگیرترین رسوم برای آغاز تحول این است که قبل از اینکه کسی از نظر معنوی دوباره متولد شود، باید تجربه مرگ را پشت سر بگذارد. به طور نمادین، قبل از اینکه کسی بتواند با ضمیری نو در زندگی معنوی جدیدی آغاز به زیستن کند، باید در برابر گذشته خود، و با ضمیر قدیمی خود بمیرد.
همچنین در سال ۱۹۶۴ راندولف آلنیس مقاله «Therapeutic applications of the change in consciousness produced by psycholytica (LSD, Psilocybin, etc.)» (کاربردهای درمانی تغییر در هوشیاری ایجاد شده توسط روان‌گردان‌ها (ال‌اس‌دی، سیلوسایبین و غیره)) را منتشر کرد. آلنیس اشاره می‌کند که بیماران ممکن است در نتیجه تجربه مصرف ال‌اس‌دی درگیر مشکلات وجودی شوند. داروهای روان‌گردان ممکن است بینش فرد را بسط دهند. در یک درمان روانشناختی کوتاه مدت، بیماران ممکن است از تغییرات ناشی از تأثیرات تجربه ال‌اس‌دی سود ببرند.
یکی از تجربیات مصرف ال‌اس‌دی ممکن است بحران مرگ باشد. آلنیس سه مرحله را در این نوع تجربه تمییز می‌دهد:
1. علائم روان‌تنی منجر به «از دست دادن احساس خودی (مرگ نفس)»؛[۱۰]
2. حس جدایی سوژه مشاهده کننده از بدن. به نظر می‌رسد که بدن در معرض مرگ یا یک رویداد مرتبط با آن باشد؛
3. «تولد دوباره»، بازگشت به ذهنیت عادی و هوشیارانه، «به طور مشخص شامل احساس آرامش فوق‌العاده‌ای است که ماهیتاً تسکین دهنده است و ممکن است منجر به بینشی جدید شود».[۱۰]

## توصیفتیموتی لیریاز «مرگ نفس»
در کتاب «The Psychedelic Experience»، سه مرحله ذکر شده است:
1. چیخای باردو: از دست دادن ضمیر، «تعالی کامل» از خود[note ۱] و بازی‌های آن؛[۲۰][note ۶]
2. چونید باردو: مرحله توهمات؛[۴۴]
3. سیدپا باردو: بازگشت به بازی‌های روتین واقعیت و خود.[۲۰]

در مورد هر باردو در قسمت اول کتاب «The Psychedelic Experience» توضیحاتی داده شده است. در قسمت دوم این کتاب دستورالعمل‌هایی ارائه شده است که می‌توان آن‌ها را برای «مسافر» (کسی که در حال تجربه سفر معنوی است) خواند. در دستورالعمل اولین باردو این‌گونه آمده:

## تحقیقات علمی

### استانیسلاف گروف
استانیسلاف گروف در حین تحقیق در مورد اثرات مواد روانگردان، متوجه شد که این اثرات می‌تواند با روش‌های غیردارویی نیز ایجاد شود. گروف یک «طرح کلی از روان» را بر اساس کار بالینی خود با داروهای روانگردان ایجاد کرد، که در آن «انواع تجارب اولیه‌ای که برای یک فرد معمولی» با استفاده از روانگردان‌ها ممکن است اتفاق بیفتد، یا «تکنیک‌های قدرتمند غیردارویی مختلفی که منجر به چنین تجاربی می‌شوند» را در آن توصیف کرده است.
به عقیده گروف، روانپزشکی سنتی، روانشناسی و روان‌درمانی از مدلی از شخصیت انسان استفاده می‌کنند که به شرح حال و آگاهی فردی محدود می‌شود، همانطور که فروید نیز شرح داده است. این مدل برای توصیف تجربیات ناشی از استفاده از روانگردان‌ها و استفاده از «تکنیک‌های قدرتمند» که «سطوح عمیق ناخودآگاه و فوق آگاه روان انسان» را فعال و بسیج می‌کند، ناکافی است. این سطوح عبارتند از:
- سد حسی و سد جمعی - زیستنامه‌ای (موانعی که تجارب متعالی را بلوکه می‌کنند، مانند بینش محدود روانی فرد، بینش محدود جمع بشر و خاطرات زندگی افراد که پایه مقاومت در مقابل بینش‌های جدید است)
- ماتریس‌های پری‌ناتال (تمثیل چارچوب‌های روانی مختلفی که فرد در دوره‌های مختلف، از آنها عبور یا آنها را تجربه می‌کند):
  - BPM I: جهانی آمنیوتیک مانند بطن مادر؛ وحدت و همزیستی جنین با ارگانیسم مادر؛ عدم وجود محدودیت‌ها و موانع؛
  - BPM II: هجوم کیهانی و عدم خروج. مانند شروع زایمان؛ از بین رفتن آن پیوند لذتبخش با مادر و با جهان بِکر آن؛
  - BPM III: کشمکش بین مرگ و تولد دوباره. حرکت از طریق کانال تولد و اصرار برای بقا.
  - BPM IV: تجربه مرگ و تولد دوباره، تولد و رهایی.
- ابعاد فرافردی روان

مرگ نفس در چهارمین ماتریس پری‌ناتال ظاهر می‌شود. این ماتریس مربوط به مرحله زایمان، یعنی تولد واقعی کودک است. در این مرحله تنش‌سازی، درد و اضطراب فورا فروکش می‌کند. همتای نمادین این مرحله، تجربه مرگ - تولد دوباره است، که در آن فرد ممکن است احساس قوی‌ای از یک فاجعه قریب‌الوقوع داشته باشد، و ممکن است به شدت تلاش کند تا این روند را متوقف کند. انتقال از مرحله BPM III به مرحله BPM IV ممکن است شامل احساس نابودی کامل باشد:
به نظر می‌رسد این تجربه مرگ نفس مستلزم تخریب بی‌رحمانه تمام نقاط عطف قبلی در زندگی فرد است.
به عقیده گروف، آنچه در این فرآیند می‌میرد، «نگرشی اساساً بدگُمانانه نسبت به جهان است که منعکس‌کننده تجربه منفی سوژه در هنگام وضع حمل و بعد از آن است». هنگامی که مرگ نفس در نهایی‌ترین و کامل‌ترین شکل خود تجربه شود:
«... مرگ نفس به معنای پایانی برگشت ناپذیر برای همذات پنداری فلسفی فرد با چیزی است که آلن واتس آن را خود محصور شده زیر پوست نامیده است.»

### تحقیقات اخیر
تحقیقات اخیر نیز نشان داده که گاهی اوقات از دست دادن ضمیر توسط افرادی که تحت تأثیر داروهای روانگردان هستند، تجربه می‌شود.
پرسشنامه انحلال ضمیر، یک پرسشنامه خودگزارشی معتبر است که امکان اندازه‌گیری تجربیات گذرای مربوط به انحلال ضمیر ناشی از داروهای روانگردان را فراهم می‌کند.

## دیدگاه مکاتب معنوی
علاوه بر موضوع روانگردان‌ها و تجارب معنوی حاصل از آن‌ها، اصطلاح «مرگ نفس» برای توصیف مفهوم شرقی «روشن‌شدگی» (bodhi) یا موکشَه (چرخه‌شکنی) نیز استفاده شده است.

### بودیسم
گفته می‌شود که تمرین ذن منجر به مرگ نفس می‌شود. مرگ نفس را بر خلاف «مرگ صغیر» جسمانی، «مرگ بزرگ» گویند. به گفته جین وای. پارک، مرگ نفسی که مدنظر بودیسم است، به «خواستها و جستجوهای معمولاً ناخودآگاه و خودکار ضمیر فرد» پایان می‌دهد تا وجود خود را به‌ عنوان یک چیز، نه به‌ عنوان یک فرآیند درک کند. به گفته پارک، مدیتیشن یادگیری چگونه مردن با تمرین «فراموش کردن» ضمیر خود است:
روشن‌شدگی زمانی اتفاق می‌افتد که تمام الگوهای واکنشی معمولاً خودکار هوشیاری فرد متوقف شود، که به عنوان رها شدن و افتادن در عدم و محو شدن از وجود تجربه می‌شود [...] وقتی هوشیاری از تلاش برای گرفتن دُم خود دست بردارد، ضمیر یا من به هیچ تبدیل می‌شود، در این حالت فرد کشف می‌کند که با همه چیز یکی است.
به گفته وِلوود، «بی نفسی» یا «بی ضمیری» یک تجربه رایج است. بی ضمیری «در شکاف‌ها و فضاهای بین افکار که معمولاً مورد توجه قرار نمی‌گیرند» ظاهر می‌شود. اضطراب وجودی زمانی به وجود می‌آید که فرد متوجه شود که احساس وجود «من» چیزی بیش از یک ادراک نیست. به گفته ولوود، تنها آگاهی بدون نفس یا بدون ضمیر به ما اجازه می‌دهد که با مرگ در همه اَشکال روبرو شویم و آن را بپذیریم.
دیوید لوی نیز به ترس از مرگ و ضروری بودن مرگ نفس برای درک ماهیت حقیقی خود اشاره می‌کند. به گفته لوی، ترس ما از بی نفسی حتی ممکن است قوی‌تر از ترس ما از مرگ باشد.
«بی نفسی» یا «بی ضمیری» همان «آناتا» یا «non-self» در بودیسم نیست. بلکه آناتا به معنای عدم پذیرش اجزای تشکیل دهنده شخص به عنوان یک موجودیت دائمی است:
بودا، بارها و بارها در نکوهش همذات پنداری نادرست با پنج مجموعه، یا همان همذات پنداری نادرست با روان-فیزیکی که فکر می‌کنیم خود ما هستیم، صحبت کرد. او می‌خواست بگوید که این پنج مجموعه شکل یا فُرم، احساس، فکر، تمایل و هوشیاری حسی، همه توهمی بیش نیستند. اینها همه القائات ماره شیطان صفت هستند. اینها ناپایدار و منشا درد هستند. و به این دلایل، این مجموعه‌ها نمی‌توانند خود ما باشند.

### برنادت رابرتز
برنادت رابرتز (راهبه کاتولیک) بین «بی ضمیری» (no ego) و «بی خویشی» (no self) تمایز قائل می‌شود. از نظر رابرتز، رها شدن از ضمیر با رها شدن از خویشی یکسان نیست. «بی ضمیری» برای رسیدن به یک وجود یکپارچه ضروری است؛ سپس با کنار گذاشتن آن وجود یکپارچه، «بی خویشی» پدید می‌آید. «Ego» (نفس یا ضمیر) توسط رابرتز به این صورت تعریف شده است:
... خود نابالغ یا هوشیاری قبل از کنار گذاشتن خودمحوری و ظهور یک محور الهی.
«self» (خویش) نیز توسط رابرتز این گونه تعریف شده است:
... کُل هوشیاری، تمام ابعاد انسانی شناخت، احساس و تجربه از خودآگاهی و ناخودآگاهی تا رسیدن به وحدت، تعالی یا خداآگاهی.
در نهایت، تمام تجربیاتی که این تعاریف بر آن استوار است، محو یا منحل می‌شوند. جِف شور در این مورد توضیح می‌دهد که «no self» (بی خویشی) به معنای «قطع دائمی، کنار گذاشتن یک‌باره برای همیشه‌ی، کُل مکانیسم خودآگاهی واکنشی» است.
به گفته رابرتز، بودا و مسیح هر دو قطعا خود یا نفس را کنار گذاشته و در حالت «بی خویشی» (no self) بوده‌اند. بودای قبل از رسیدن به روشن‌شدگی و اشراق و اعمال زاهدانه و گرسنگی و ریاضت کشیدنش، و عیسی‌ای که بر روی صلیب در حال جان دادن بود، نشان دهنده پروسه گُذار و کنار گذاشتن خویش است؛ بودای به اشراق رسیده با آرامش خود و مسیح از مرگ برگشته نیز، نشان دهنده حالت «بی خویشی» (no self) هستند.

### گنج حضور
مفهوم مرگ نفس به نوعی در آموزه‌های پرویز شهبازی (عرفان‌پژوه ایرانی) نیز به چشم می‌خورد، آنجا که بر اساس ایدئولوژی برگرفته از اشعار بزرگانی چون مولانا، آگاهی انسانی را مبتلا به یک خطا و یک حس نقص دانسته، آن را «من ذهنی» می‌نامد و می‌گوید چون این نوع هویت ساختگی از جنس درد است لذا هر تصمیم و عملکردی بر مبنای افکار و احساسات این هویت جعلی دوباره به درد می‌انجامد و این چرخه در ذهن و زندگی بشر به صورت بی‌پایانی ادامه دارد، مگر این که با تسلیم و بازگشت به سوی تعالیم بزرگانی چون مولانا، این جریان را کُند کرده و به «حس حضور» که این هویت جعلی روی آن را پوشانده است، دست یابیم و از آنجا روزنی برای رهایی از این آفت ذهنی پدیدار خواهد شد. طبق گفته‌های پرویز شهبازی «حس حضور» مانند نوری در تاریکی موجب شناسایی‌های مکرر الگوهای فکری تکراری «من ذهنی» (یا به گفته اکهارت تولی همان تاباندن نور آگاهی به روندهای ذهنی) می‌شود و فرد با دنبال کردن آن شناسایی‌ها رفته رفته این حس نقص و این هویت جعلی را در خود شناسایی کرده (برای برخی به یکباره اتفاق می‌افتد، مانند بودا یا استاد مولانا جناب شمس تبریزی) و از آن دست می‌کشد. در این حالت فرد از اسارت در افکار و احساسات خود رها شده و به فضای عدم (فضایی از جنس زندگی و نیروی حیات، خالی از فکر، ذهن با تغذیه از این فضا فکر می‌سازد) می‌پیوندد. یعنی در درون خود علاوه بر فکر و احساس به یک فضای گشوده شده دست می‌یابد که سراسر حیات و سکون و آرامش است و از این پس نقطه اتکای شخصیتش به جای فکرِ محض که از جنس درد و کمبود و رقابت است، این فضای عدم می‌شود، لذا هر تصمیم و عملکرد وی (هر چند با ابزار ذهن انجام می‌شود) چون از روی حس نقص و کمبود و رقابت نیست، نتیجه خوبی برای آن فرد خواهد داشت (به دردمندی خود یا دیگران نمی‌انجامد، این موضوع در آموزه‌های بودا با عنوان «دوخا» و در هندوئیسم و نوشته‌های اکهارت تولی نیز آمده است). در واقع این همان درک بی‌واسطه و عمل از طریق وحدت وجود است که در عرفان اسلامی نیز به آن اشاره شده است. این همان مرگ نفس است، یعنی شخص به وضعیتی بلوغ یافته از هشیاری می‌رسد و دیگر بر حسب افکار، خودش را جداگانه از جهان تعریف نمی‌کند (نادوگانگی)، در نتیجه به جای مخالفت و مقاومت در مقابل اجزای جهان بیرونی (که شامل مقابله با انسانهای دیگر و مقاومت در برابر اتفاقات که اراده الهی محسوب می‌شوند) با جهان همراه شده و به هماهنگی و آرامش می‌رسد. این گونه در آرامش می‌تواند بر مبنای نیازهایش در جهان بیرون عمل کند.

## پیگیری‌های بعد از تجربه مرگ نفس

### روانگردان‌ها
به گفته نیک برومل، مرگ نفس تجربه‌ای آرام‌بخش اما ترسناک است، که ممکن است منجر به پذیرفتن این حقیقت شود که خود واقعی وجود ندارد.
به گفته گروف، تجربه بحران‌های مرگ ممکن است طی یک سری دفعات مصرف روانگردان‌ها رخ دهند البته تا زمانی که منجر به وحشت نشوند. تلاش آگاهانه برای وحشت نکردن ممکن است منجر به «احساس کاذب و توهمی فراتر رفتن از مرگ فیزیکی» شود. به گفته مرکور،
تجربه مکرر بحران مرگ و رویارویی با تصور مرگ فیزیکی در آن، در نهایت با کنار رفتن توهمات منجر به پذیرش مرگ خویشتن می‌شود. آنگاه بحران مرگ با کمال متانت پذیرفته می‌شود.

### ویدانته و ذن
هم مکتب ویدانته و هم مکتب ذن بودیست هر دو تذکر می‌دهند که تنها بصیرت یافتن در مورد هیچی خویش، یا به اصطلاح «تجربه‌هایی از روشن‌شدگی» کافی نیست، تمرین و پیگیری‌های بیشتر لازم است.
جیکوبز تذکر می‌دهد که تمرین ویدانته ادویته برای از بین بردن «انسدادهای» به اصطلاح واسانا (تراوشات ذهنی)، سامسکارا (گذشته شخصی)، کُشا (لایه‌های لطیف بدن) و وریتی (آشوبهای درونی) و نهایتا «گرانتهی که گره‌ای است که بین ذهن و خویش حقیقی جدایی انداخته»، سال‌ها تلاش و پیگیری متعهدانه می‌طلبد.
آموختن ذن بودیست به کِنشو یا رسیدن به ماهیت خود حقیقی ختم نمی‌شود. برای ملکه شدن این بینش و ظهور آن در زندگی روزمره باید تمرین را ادامه داد. به گفته هاکوین، هدف اصلی تمرینات «پَسا ساتوری» (تمرینات پس از درک اولیه حقیقت، gogo no shugyo یا kojo، «فراتر رفتن») پرورش بیشتر «ذهن روشن‌شده» است. به گفته یامادا کوون، «اگر نتوانی همراه با شخصی که گریه می‌کند اشک بریزی، کِنشو اتفاق نیفتاده است».

### شب تاریک و خوددگربینی
شینزن یانگ، مربی بودای آمریکایی، به دشواری رسیدن به تجربه بی خویشی اشاره کرده است. او این را «شب تاریک» می‌نامد و می‌گوید:
... «سقوط در گودال عدم». این مستلزم بینشی موثق و غیرقابل شک نسبت به عدم و بی خویشی است. چیزی که آن را سخت می‌کند این است که فرد آن را به عنوان یک گُذار بد تعبیر می‌کند. به جای اینکه آنطور که در ادبیات بودایی ادعا می‌شود، قدرت بخش و دربرگیرنده باشد، برعکس اینها می‌شود. به معنای دیگر، این گُذار همزاد شیطانی را به روشن‌شدگی می‌رساند.
ویلوبی بریتون در یک برنامه پژوهشی به نام «شبِ تاریکِ ضمیر» در حال انجام تحقیقاتی در مورد چنین پدیده‌هایی است که ممکن است در طول مراقبه رخ دهند. وی متون مکاتب مختلف را برای شرحی در مورد مشکلات سر راه بیداری معنوی جستجو کرده و مصاحبه‌هایی نیز با افراد انجام داده تا درباره جنبه‌های دشوار مدیتیشن بیشتر بداند.

## تاثیرات
انتشار «تجربه‌های عرفانی» ناشی از ال‌اس‌دی، و مفهوم مرگ نفس، تاثیراتی در دهه ۱۹۶۰ میلادی داشت، اما برچسب «LSD-spirituality» (ال‌اس‌دی-معنویت) که لیری برای این عرصه در نظر گرفته بود هرگز «کاملاً مورد توجه قرار نگرفت».

### گزارش‌های تجربیات روانگردان
ترمینولوژی و اصطلاحات لیری در درک داروهای روانگردان و توصیف اثرات آن تأثیر زیادی داشت. گزارش‌های مختلف هیپی‌ها از تجربیات مصرف روان‌گردان، حالت‌های کاهش هوشیاری را توصیف می‌کرد که به عنوان «مرگ نفس» قلمداد شده بودند، اما با توصیف‌های لیری مطابقت نداشتند. حملات پانیک یا وحشت‌زدگی نیز گاهی اوقات به عنوان «مرگ نفس» در نظر گرفته می‌شد.

### بیتلز
جان لنون، خواننده اصلی گروه بیتلز، کتاب «The Psychedelic Experience» (تجربه مصرف روانگردان) را خواند و به شدت تحت تأثیر آن قرار گرفت. او پس از خواندن این کتاب، ترانه «فردا هرگز نمی‌داند» را به عنوان راهنمای تریپهای ال‌اس‌دی خود نوشت. لنون حدود هزار تریپ ال‌اس‌دی انجام داد، اما این تنها مشکلات شخصی او را بیشتر کرد. او در نهایت مصرف مواد را کنار گذاشت. جرج هریسون و پل مک‌کارتنی (اعضای دیگر گروه بیتلز) نیز به این نتیجه رسیدند که استفاده از ال‌اس‌دی هیچ تغییر ارزشمندی را در پی نداشته است.

### تکثرگرایی افراطی
به گفته برومل، تجربه مرگ نفس، تکثرگرایی افراطی (radical pluralism) را تایید می‌کند که اکثر مردم در جوانی آن را تجربه می‌کنند، اما ترجیح می‌دهند از آن فرار کنند، به جای اینکه به یک خود پایدار و یک واقعیت ثابت اعتقاد داشته باشند. او همچنین بیان می‌کند که تجربه مرگ نفس منجر به نگرش متفاوتی در میان جوانان دهه ۱۹۶۰ شد، در نتیجه آنها سبک زندگی والدین خود را به‌ عنوان یک روش فریبکارانه و نادرست رد کردند.

## تردیدها
در مورد رابطه بین مرگ نفس و ال‌اس‌دی شک و تردیدهایی مطرح شده است. مثلا هانتر اس. تامپسون، که خودش هم ال‌اس‌دی را امتحان کرده بود، با بررسی کارهای لیری متوجه بنیانی خودمحورانه در آنها شد. وی اشاره کرد که لیری خود را در مرکز نوشته‌هایش قرار داده و از شخصیت خود به عنوان «خودی مثال زدنی، نه منحل شده» استفاده می‌کند. دن مرکور اشاره می‌کند که استفاده از ال‌اس‌دی در ترکیب با کتابچه راهنمای لیری اغلب منجر به مرگ نفس نمی‌شود، بلکه به تریپ‌های بد و وحشتناک می‌انجامد.
رابطه بین مصرف ال‌اس‌دی و روشن‌شدگی نیز مورد انتقاد قرار گرفته است. براد وارنر، مربی سوتو-ذن، بارها از این ایده انتقاد کرده است که مصرف روانگردان‌ها منجر به «تجربه‌هایی از روشن‌شدگی» می‌شود. او در پاسخ به کتاب «The Psychedelic Experience» (تجربه مصرف روانگردان) نوشته است:
زمانی که در استاروود بودم، به شدت از دست همه افرادی که در آنجا خود و دیگران را فریب می‌دادند که یک دوز ارزان اسید، «شروم»، «پیوت»، «مولی» یا هر چیز دیگری می‌تواند آنها را به سطح بالاتری از معنویت برساند، آزرده می‌شدم [...] وقتی در آن کمپینگ بودم، نشستم و بیشتر کتاب «The Psychedelic Experience» (تجربه مصرف روانگردان) نوشته تیموتی لیری و ریچارد آلپرت (که بعدها به خاطر کتابش اکنون اینجا باش به بابا رام داس  معروف شد) را خواندم. این کتاب نشان می‌دهد که نویسندگانش درک کاملا اشتباهی از کتاب تبتی مردگان به عنوان راهنمایی برای تجربه مصرف مواد داشته‌اند [...] شاید این کتاب در سال ۱۹۶۴ که اوج دوران مصرف ال‌اس‌دی بود، قابل باور باشد، اما اینکه هنوز به مطالب آن باور داشته باشیم موضوع دیگری است، آن هم با مشاهده آنچه که در ۴۷ سال گذشته به ما نشان داده است که این مسیر به کجا منتهی می‌شود. اگر چند مثال می‌خواهید، جیمی هندریکس، سید ویشس، سید برت، جان انتویستل، کرت کوبین (افراد مشهوری که همگی بر اثر مصرف مواد مُرده‌اند) چطور هستند؟... آیا واقعاً جای صحبت دیگری باقی می‌ماند؟ اینها شوخی نیست.
این که مرگ نفس یا تجربه‌های مشابه آن ممکن است مبنای مشترکی در ادیان مختلف داشته باشد، توسط محققان مطالعات دینی مورد اعتراض قرار گرفته است، هرچند «هیچ یک از این موضوعات محبوبیت خود را از دست نداده است». محققان همچنین از تلاش لیری و آلپرت برای مرتیط کردن مرگ نفس و مواد روانگردان با بودیسم تبتی انتقاد کرده‌اند. جان میردین رینولدز، استفاده لیری و یونگ از ترجمه ایوانز-ونتس از کتاب تبتی مردگان را مورد اعتراض قرار داده است و استدلال می‌کند که این ترجمه سوء‌تفاهم‌هایی را در مورد دزوگشن (آموزه‌های بودیسم تبتی در مورد عدم و هیچ) ایجاد می‌کند. رینولدز استدلال می‌کند که ایوانز-ونتس با بودیسم تبتی آشنا نبوده، و دیدگاه او در مورد بودیسم تبتی «اساسا نه تبتی بوده و نه بودایی، بلکه تئوسوفی و ویدانتیست بوده». با این وجود، رینولدز تأیید می‌کند که غیر ماهوی شدن ضمیر یا ego، هدف نهایی نظام هینه‌یانه است.